# Eta Sculptoris
Eta Sculptoris (71 Sculptoris) é uma estrela na direção da constelação de Sculptor. Possui uma ascensão reta de 00h 27m 55.71s e uma declinação de −33° 00′ 25.4″. Sua magnitude aparente é igual a 4.86. Considerando sua distância de 548 anos-luz em relação à Terra, sua magnitude absoluta é igual a −1.27. Pertence à classe espectral M2/M3III.